# Wounds
Wounds è un film del 2019 diretto da Babak Anvari, ispirato al racconto Il nero visibile di Nathan Ballingrud.

## Trama
Will lavora come barista in un locale di New Orleans. Una sera, mentre nel bar sono presenti sia una coppia di suoi amici che Eric, un suo amico sempre ubriaco e irascibile, arriva un gruppo di ragazzi apparentemente troppo piccoli per consumare alcolici. Quando uno dei ragazzi gli mostra un documento d'identità, però, Will decide di servirli tutti fregandosene del fatto che alcuni di loro potrebbero non avere ancora 21 anni. A un certo punto, Eric ha una brutta rissa con un altro avventore del locale, che lo ferisce orribilmente alla faccia: Jeffrey, fidanzato dell'amica di Will Alicia, interviene e evita il peggio, nonostante il ragazzo non sia esattamente il prototipo di "duro". I ragazzini nel frattempo filmano tutto per poi scappare quando scoprono che Will ha chiamato la polizia. Anche Eric e il suo sfidante vanno via. In mezzo a tutto il trambusto, Will scopre che uno dei ragazzini ha dimenticato il telefonino al bar: tornato a casa, il barista interagisce in quello che sembra essere il gruppo di chat dei ragazzi per segnalare il ritrovamento del cellulare, ma scopre delle immagini terribili che sembrano raffigurare degli omicidi.
Nei giorni seguenti, la vita si fa sempre più dura per Will: combattuto fra tremende allucinazioni e i ragazzi che lo perseguitano tramite il telefonino, l'uomo deve affrontare anche la gelosia della sua fidanzata Carrie, che teme che WIll le stia nascondendo qualcosa e vorrebbe che lui consegnasse immediatamente il telefonino alla polizia ed evitasse di mettersi negli affari di gente potenzialmente pericolosa. Come se non bastasse, la ferita di Eric è peggiorata notevolmente ma l'uomo non vuole saperne di andare in ospedale. Quando Will, dopo l'ennesimo litigio con Carrie, decide di consegnare il telefonino alla polizia, i ragazzi lo intercettano e lo seguono in macchina: Will cade in preda a visioni che gli causano un incidente e così, mentre una folla di gente riprende la sua crisi senza aiutarlo, i ragazzi recuperano indisturbati il loro cellulare. Will va comunque dalla polizia in quanto molti poliziotti sono suoi amici e sa che gli avrebbero dato ascolto comunque. Nel frattempo, Carrie fa una ricerca sul libro "La translazione delle ferite", che risultava visibile in una delle foto di omicidi preseni sul telefonino: da quel momento in poi cade anche lei in preda a strane visioni, nonché a stati catatonici.
La vita di WIll inizia ad andare sempre di più verso un declino: dopo aver bevuto, l'uomo tenta di tradire Carrie con Alicia forzandola ad avere un rapporto, ma quest'ultima lo respinge. Quella stessa sera, dopo aver affrontato l'ennesimo stato catatonico di Carrie mentre la ragazza faceva ricerche online, Will ha un'allucinazione in cui vede il fantasma di Garrett, uno dei ragazzi di quella sera al bar. Questi gli rivela di aver fatto uno strano rito insieme agli altri, evocando un essere che ora vuole impossessarsi proprio di Will. Il giorno dopo, Jeffrey scopre l'accaduto fra Will e Alicia e si vendica mettendo su una scenata nel bar, il che porta quasi ad una rissa. Subito dopo, Will riceve strane foto dal telefonino di Carrie in cui la ragazza sembra morta: il barista si precipita a casa, lasciando scoperto il posto di lavoro, ma qui non scopre nulla di strano. La mattina dopo, Will decide di lasciare Carrie e andare via di casa: la ragazza sembra non interessarsi quasi per niente a ciò, ma quando Will va via scoppia a piangere.
Dopo aver fatto questa scelta, Will si rifugia al bar in cui lavora per bere: qui ha un diverbio con la sua datrice di lavoro, al termine del quale finisce con il licenziarsi. Completamente fuori controllo, Will si presenta a casa di Eric e gli chiede ospitalità: l'uomo appare stranamente inerme e terrorizzato da lui, e con il volto ancora più malridotto di come sembrava precedentemente. Dopo essersi accomodato in salotto contro il volere del padrone di casa, Will scopre che ora il telefonino ritrovato al bar è lì e che era stato proprio Eric, sotto costrizione dei ragazzi, a inviargli alcuni fra gli ultimi messaggi, tra cui uno in cui affermavano di avere un regalo per lui. Proprio in quel momento, un ultimo inquietante messaggio arriva sul telefonino dei ragazzi: secondo l'SMS, il regalo di Will è stato avvolto dalla carne. A questo punto, l'uomo è completamente fuori di sé e decide di aprire il corpo di Eric per trovare il suo regalo al suo interno: appena prima che il terribile atto avvenga, uno sciame di scarafaggi invade la stanza.

## Produzione
La produzione del film, con relativo cast e regista, è stata annunciata nel marzo 2018. Le riprese si sono tenute nel mese successivo a New Orleans.

## Distribuzione
Il film è stato presentato per la prima volta al Sundance Film Festival 2019 il 26 febbraio 2019, per poi essere proiettato anche al Festival di Cannes il 22 maggio 2019. Successivamente, il film è stato distribuito da Hulu negli Stati Uniti e da Netflix nel resto del mondo, in entrambi i casi a partire dal 18 ottobre 2019.

## Accoglienza
Secondo l'aggregatore di recensioni Rotten Tomatoes, Wounds ha ottenuto un indice di apprezzamento del 52% e un voto di 5,29 su 10 sulla base di 52 recensioni. Su Metacritic il film ha invece ottenuto un voto di 51 su 100 sulla base di 12 recensioni.